# ビンロン
ビンロン（ベトナム語：Thị xã Bình Long / 市社平隆）はベトナムのビンフオック省にある町である。人口は2018年時点で105,520人、面積は126.28km2である。

## 行政区画
以下の4坊2社から構成される。
- アンロック坊（An Lộc / 安祿）
- フンチエン坊（Hưng Chiến / 興戰）
- フードゥク坊（Phú Đức / 富德）
- フーティン坊（Phú Thịnh / 富盛）
- タインルオン社（Thanh Lương / 清涼）
- タインフー社（Thanh Phú / 清富）

座標: 北緯11度40分25秒 東経106度54分16秒 / 北緯11.67361度 東経106.90444度